# Christian Fiegl
Christian Fiegl (* 25. Juli 1940 in Sölden) ist ein ehemaliger österreichischer Politiker (ÖVP) und Hotelier im Ötztal. Er war von 1984 bis 1987 Mitglied des Bundesrates und von 1987 bis 1994 Abgeordneter zum Tiroler Landtag.

## Ausbildung und Beruf
Fiegl besuchte zunächst die Volksschule in seiner Heimatgemeinde Sölden und wechselte danach an die Hauptschule in Landeck. Er erlernte in der Folge den Beruf des Fotografen und legte in seinem erlernten Beruf auch die Gesellenprüfung ab. Beruflich war er in der Folge als Fotograf tätig, wobei er sein Gewerbe in Sölden ausübte. Er wurde später Geschäftsführer der Café Hubertus Christian Fiegl OHG sowie Geschäftsführer des Hotels „Hubertus“. Sein Hotel verfügt über 35 Zimmer und liegt im Ortskern von Sölden.

## Politik und Funktionen
Christian Fiegl engagierte sich in der Österreichischen Volkspartei und war zum Mitglied im Österreichischen Wirtschaftsbund. Er hatte ab 1978 die Funktion des Ortsgruppenobmanns des Österreichischen Wirtschaftsbundes in Sölden inne und wirkte zudem als Bezirksgruppenobmann-Stellvertreter des Österreichischen Wirtschaftsbundes im  Bezirk Imst. Des Weiteren war er Obmann des Fremdenverkehrsverbandes Sölden und ab 1984 zudem Obmann des Fremdenverkehrsverbandes Innerötztal. Zudem war er ab dem Jahr 1980 Bezirksobmann der Sektion Fremdenverkehr in der Kammer der gewerblichen Wirtschaft für Tirol und Bezirksstellenobmann-Stellvertreter der Kammer der gewerblichen Wirtschaft im Bezirk Imst. Fiegl engagierte sich zudem als Kammerrat der Sektion Fremdenverkehr der Kammer der gewerblichen Wirtschaft für Tirol und vertrat die Tiroler Volkspartei vom 10. Juli 1984 bis zum 4. März 1987 im österreichischen Bundesrat. Danach gehörte er von 1987 bis 1994 als Abgeordneter dem Tiroler Landtag an.

## Privates
Fiegl verlor bei einem Unfall fast das Leben und verbrachte rund zweieinhalb Jahren auf der Intensivstation bzw. mit Krankenhaus- und Reha-Aufenthalten. Er ist Vater von drei Kindern und hat einen Bruder.